# ジョン・フィリップス (海賊)
ジョン・フィリップス (John Phillips、1724年4月18日没)は、英国の海賊。トマス・アンスティスのもとで海賊としてのキャリアをスタートさせ、1723年には自身の海賊船の船長となった。

## 人物

### アンスティスの部下として
大工だったフィリップスはイギリスからニューファンドランドへ向かう途中、ブリガンティン船グッド・フォーチュン号を指揮し、バーソロミュー・ロバーツのもとから離脱していたトマス・アンスティスに捕まった。フィリップスはすぐに海賊の生活が気に入り、アンスティスの一味がトバゴ島で壊滅するまで船大工として働いた。フィリップスは逃走した一団に加わってイギリスに帰国し、そのさい使われた船はブリストル海峡で沈めた。
デヴォンシャーの友人からかつての海賊仲間たちが逮捕されてブリストルの監獄に送られたという話を聞いたフィリップスは、ニューファンドランド航路の船に乗り組み、再びイギリスを離れた。ニューファンドランドに到着したフィリップスは漁船に乗り組むが、そこで数人の漁師仲間と共謀して船を盗み出し、海賊稼業に乗り出した。フィリップスが船長、ジョン・ナットが航海長、ジェームズ・スパークスが砲手、トマス・ファーンが大工に選ばれ、海賊の掟を起草し、斧の上に手を乗せてこれを守ることを誓った。1723年8月29日のことであった。

### 海賊行為
船をリヴェンジ号と名付けた一味は数隻の小型船を拿捕して乗組員たちを仲間に加えた。この中にかつてエドワード・ティーチの部下だった経験のあるジョン・ローズ・アーチャーという男がいた。彼はすぐに操舵手に取り立てられたが、これは乗組員たちの間で顰蹙を買い、特にファーンはひどく立腹したいう。西インド諸島に針路をとった一味は10月初めにバルバドスに到着し、付近を遊弋したものの一隻の船にも遭遇しなかった。餓死寸前の状態になりかけたが、そこでマルティニーク島籍の船に遭遇した。この船は一味より優勢であったものの、一味の海賊旗と脅迫に震え上がりすぐに投降してしまった。一味はこの船から食料を掠奪して数人の仲間を加えた。
船を修理するためトバゴ島へ向かうことにしたフィリップスだが、アンスティスの一味が壊滅したさい、イギリスに帰国したがらなかった者が数名島に残っていることを思い出した。島に到着したフィリップスはかつての海賊仲間を探したが、ペドロという黒人が1人残っているだけだった。ペドロは他の者たちは全てアンティグアに移送されて絞首刑になってしまったと話した。一味はペドロを仲間に加えて傾船修理を行ったが、ちょうど作業が終わったところで沖に軍艦がいるのを発見した。これを見た一味は風上に乗ってすぐさま退避した。
数日後、一味はスノー船を拿捕してファーンが指揮を執ることになったが、ファーンはアーチャーに先んじられた屈辱を忘れず、この船ごと離脱してしまおうと目論んだ。フィリップスはファーンのスノー船を追跡し、2隻の間の小競り合いで1人が死に、1人が足を切断する重傷を負った。結局ファーンは投降することになったが、この後も奪った船で再び離脱を図ったために、掟に従ってフィリップスの手で殺された。数日後、別の乗組員も同様の罪で処刑された。当初、フィリップスの掟では脱走は置き去りの刑とされていたため、これはどこかの段階で書き換えられてより厳しい処遇に変更された可能性がある。いずれにせよ乗組員たちはこの無情な処罰を恐れ、表向きには従順に掟に署名した。これが後の反乱に繋がるとされる。
1724年3月25日、一味はヴァージニアからロンドンへ向かう途中の2隻の船を拿捕した。一隻の船長はロバート・モーティマーという青年で、これが最初の航海だった。モーティマーは2人の部下と共に船に残っており、フィリップスも同じく2人の部下と一緒にいた。船を取り戻す好機だと考えたモーティマーは棍棒を掴んでフィリップスに殴りかかったが倒すことはできず、2人の海賊がすぐに助太刀に入った。モーティマーは海賊たちにめった斬りにされて死に、彼の2人の部下は言葉もなくそれを見ているだけだった。この事件でモーティマーの妻は未亡人となってしまい、ひどく惨めだったという。一方フィリップスはひどく憤慨し、一緒に乗船していたモーティマーの弟も殺してしまおうとした。しかし幸いなことに一味の中に彼と同郷の者がおり、彼を匿ってくれた。一味はもう1隻のヴァージニア船からエドワード・チーズマンという男を仲間に加えたが、彼は海賊を憎んでいた。さらにジョン・フィルモアという男も海賊を討伐してしまおうと考えており、2人は密かに海賊撲滅計画を立てた。
一味はニューファンドランドに向かい、そこで数日の間に13隻もの船を拿捕し掠奪した。ニューイングランドのエラリー船長は一味を海賊と呼んだために不興を買い、甲板中を踊りまわらされる虐待を受けた。4月14日、一味はハラディン船長の船を獲物にしたが、彼はチーズマンの計画に加わることになった。

### 最期
4月18日、船内で海賊に対する反乱が勃発した。チーズマンは航海長のナットを海に突き落として殺し、フィルモアは甲板長バーリルの頭を斧で叩き割って殺した。砲手のスパークスも海に突き落とされた。騒ぎを聞きつけたフィリップスはすぐに甲板に上がったが、チーズマンにハンマーで殴られて顎の骨を砕かれてしまった。フィリップスは最終的に斬首されて死んだ。チーズマンはアーチャーも殺してしまおうとしたが、証人にするために彼は生かされた。
海賊を捕縛した一行はボストンに向かい、5月3日、無事港に到着した。市民を熱狂をもって彼らを迎え入れたという。5月12日、特別海事法廷が開かれ、海賊を退治したチーズマンの一団は名誉ある無罪となった。また、3人のフランス人と3人の黒人(ペドロ含む)も無罪となった。一方ジョン・ローズ・アーチャー、ウィリアム・ホワイト、ウィリアム・タイラー、ウィリアム・フィリップス(足を失った男)の4人は有罪となり、死刑判決を受けた。アーチャーとホワイトは6月2日に処刑され、理由は不明だがタイラーとウィリアム・フィリップスの2名は1年と1日の執行猶予が与えられた。

## 海賊旗

フィリップスの海賊旗

フィリップスの海賊旗は「中央に骸骨が配置され、一方の隅には心臓を射ぬく矢があり、そこから血がしたたり落ちている。もう一方の隅には不吉な砂時計が描かれている」というものであった。